# Bihaćka kapetanija
Bihaćka kapetanija, vojno-teritorijalna jedinica sa sjedištem u gradu Bihaću s ciljem obrane hrvatskog prostora prema austrijskim nasljednim zemljama. Ustanovio ju je 1528. godine kralj Ferdinand I. Habsburški te je činila dio Vojne krajine, a nastavila je postojati kao kapetanija i nakon što su je Osmanlije zauzele 1592. godine.

## Povijest

### Bihaćka kapetanija pod Habsburgovcima
Nakon pada južnih hrvatskih krajeva u prvim desetljećima 16. stoljeća, hrvatski velikaši su, zbog bijega kmetova i nedostatka financijskih sredstava, počeli mahom predavati svoje stare utvrde Habsburgovcima. Kralj je preuzeo brigu za Bihać i u njega smjestio kraljevsku vojsku. Uskoro su i okolne utvrde (Ripač, Sokolac, Brekovica, Krupa, Novi) potpale pod upravu bihaćkog kapetana i u njih su smještene kraljevske vojne posade.
Godine 1535. bihaćkim kapetanom postao je Petar Keglević koji je sustavu obrane nastojao pridodati i napuštenu utvrdu u Izačiću, čime je stvoren novi obrambeni prostor koji je nešto kasnije prozvan Bihaćkom kapetanijom. Tim područjem upravljao je bihaćki kapetan u kraljevo ime, gotovo redovito Nijemci a kralj je plaćao kraljevske posade i opskrbljivao ih potrebnom ratnom i prehrambenom opremom.
Prema izvještaju iz 1551. godine Bihaćka kapetanija imala je svega 152 vojnika, od kojih je u Bihaću bila posada od 42 konjanika i 62 pješaka, u Ripču 8 konjanika i 19 pješaka, u Sokolcu 8 pješaka, u Izačiću 5 pješaka, u Topličkom Turnju i Brekovci također po 5 pješaka i još 3 stražara kod Ripča na straži uz rijeku Unu. Prema popisu iz 1576. godine uočljivo je da se Bihaćka kapetanija proširila prema sjeveru, na utvrde u porječju Korane i Gline i na zapadnu stranu Petrove gore. U to vrijeme obuhvaćala je čak 28 utvrda.
Godine 1592. Bihaćka kapetanija potpala je pod osmansku vlast. Njen zadnji kapetan bio je Josip Lamberg.

### Bihaćka kapetanija pod Osmanlijama
Poslije zauzimanja grada Bihaća i kapetanije, Osmanlije su postavile svojeg podanika za novog bihaćkog kapetana. Za vrijeme osmanske vlasti, bihaćki kapetani imali su prvenstvo među kapetanima Bosanskog pašaluka te su bili članovi ajanskog vijeća. Svrha osmanske Bihaćke kapetanije bila je obrana osmanskih teritorija na području Bosne i Slavonije. Ukinuta je 1835. godine.

## Vanjske poveznice
- Bihaćka kapetanija Hrvatska enciklopedija
- Bihaćka kapetanija Proleksis enciklopedija